# Colossus (Thorpe Park)
Colossus im Thorpe Park (Chertsey, Surrey, UK) ist eine Stahlachterbahn vom Modell Multi Inversion Coaster des Herstellers Intamin, die am 22. März 2002 als erste Achterbahn mit zehn Inversionen eröffnet wurde.
Gemeinsam mit der 2006 eröffneten baugleichen Anlage 10 Inversion Roller Coaster (chinesisch: 十环过山车), im Chimelong Paradise in der Volksrepublik China, war sie damit die Achterbahn mit den meisten Überschlägen weltweit. Im Mai 2013 wurde der Rekord durch The Smiler in Alton Towers (Alton, Staffordshire, UK) abgelöst, welche 14 Inversionen besitzt.

## Die Inversionen
Die Fahrgäste durchfahren auf der rund 850 m langen Strecke zunächst einen Looping, gefolgt von einer Cobra-Roll, welche aus zwei Inversionen besteht, einen doppelten Korkenzieher, einer vierfachen (quad) Heartline-Roll sowie, nach einer Linkskurve, eine weitere Heartline-Roll in entgegengesetzter Richtung als die vorherigen vier Rollen.

## Züge
Die Züge von Colossus besitzen jeweils sieben Wagen. In jedem Wagen können vier Personen (zwei Reihen à zwei Personen) Platz nehmen. Als Rückhaltesystem kommen Schulterbügel zum Einsatz.

## Fotos

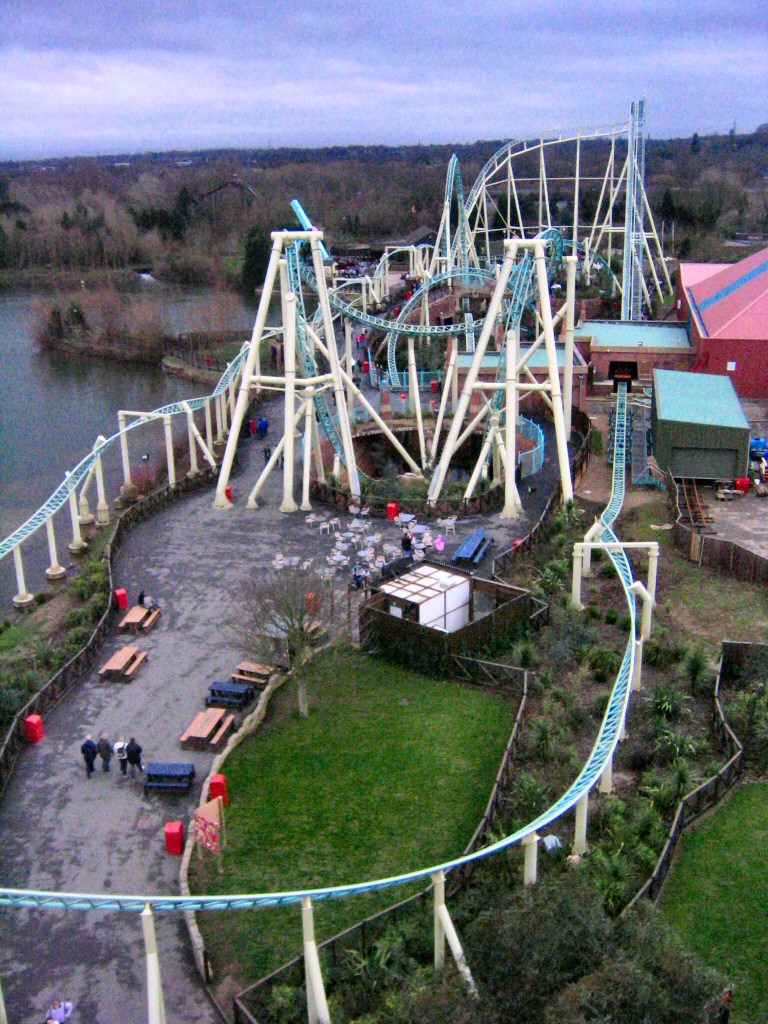
Colossus aus der Vogelperspektive
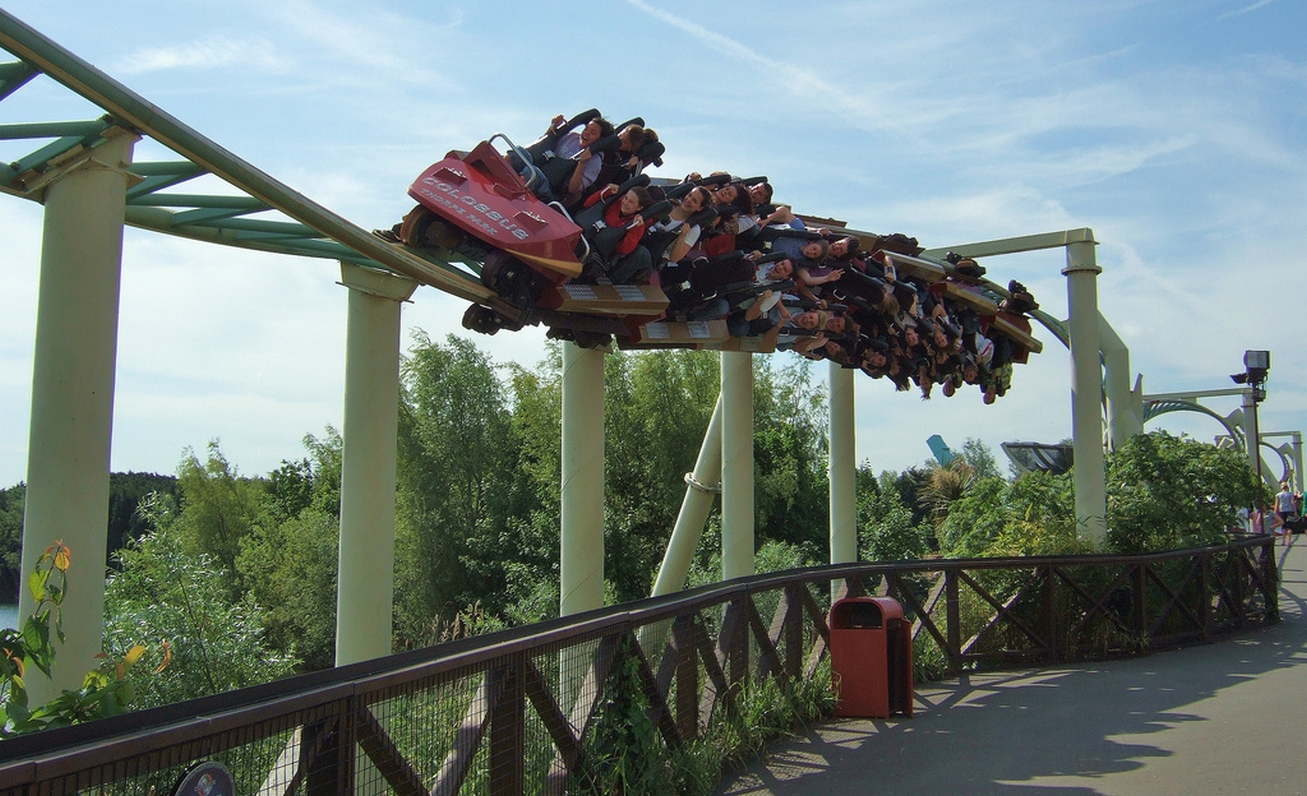
Zug in der Heartline Roll
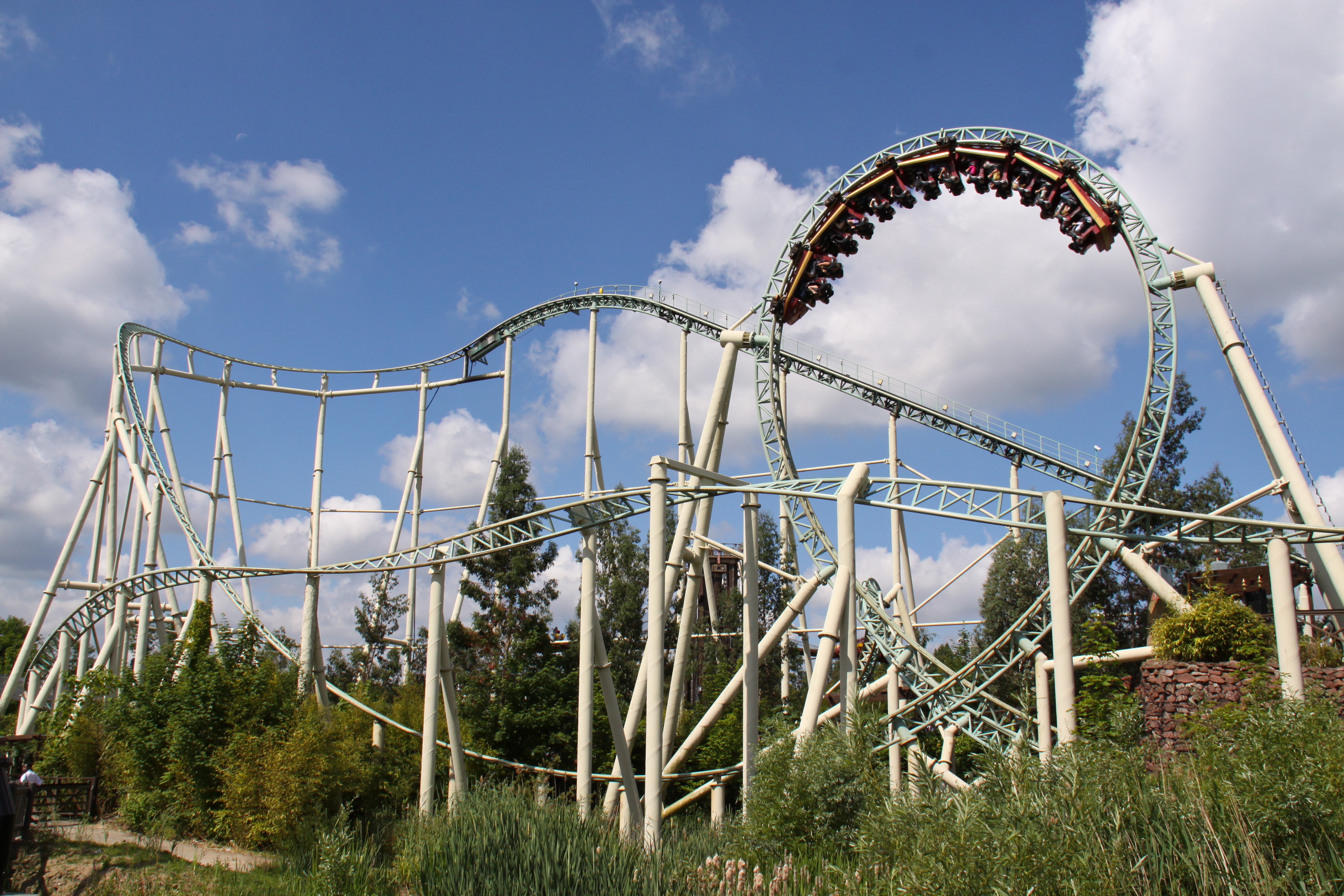
Zug im Looping

## Weitere Standorte
Das Modell Colossus wurde auch an weitere Freizeitparks geliefert. Neben einer exakten Kopie von Colossus (Rev. A), gibt es noch Auslieferungen mit kleineren Abweichungen vom Original (Rev. B).
Die Anlage in Flamingo Land sollte zuerst im brasilianischen Hopi Hari eröffnet werden. Aus finanziellen Gründen wurde die Bahn aber nicht errichtet und stattdessen an den malaysischen Park Movie Animation Park Studios verkauft, wo sie aber auch nicht errichtet wurde.
| Achterbahn                    | Betreiber                   | Land                   | Variante | Eröffnung        | Schließung | Quellen |
| ----------------------------- | --------------------------- | ---------------------- | -------- | ---------------- | ---------- | ------- |
| 10 Inversion Roller Coaster   | Chimelong Paradise          | Volksrepublik China    | Rev. A   | Februar 2006     |            |         |
| Altair                        | Cinecittà World             | Italien                | Rev. B   | 24. Juli 2014    |            |         |
| Crazy Coaster                 | Loca Joy Holiday Theme Park | Volksrepublik China    | Rev. B   | 9. November 2013 |            |         |
| Lightspeed                    | Wonderland Eurasia          | Türkei                 | Rev. B   | 20. März 2019    | 2019       |         |
| Sik                           | Flamingo Land               | Vereinigtes Königreich | Rev. B   | 2022             |            |         |
| Velikolukskiy Myasokombinat-2 | Wonder Island               | Russland               | Rev. B   | 2017             |            |         |